# Vol Kam Air 904
Le vol Kam Air 904 était un vol intérieur régulier de passagers reliant Hérat à Kaboul, la capitale de l'Afghanistan. Le 3 février 2005, le Boeing 737 de Kam Air disparaît des écrans radar. La visibilité était extrêmement faible dans la zone de l’aéroport de destination, la région étant alors en proie à une violente tempête de neige. Les débris de l’avion fut localisé après 2 jours de recherches, au sommet de Chaperi Ghar, une montagne d’environ 3 400 mètres située à 32 km à l'est de Kaboul. 
Aucun des 97 passagers et 8 membres d’équipage n’ont survécu à l'accident, ce qui en fait la catastrophe aérienne la plus meurtrière de l'histoire de l'Afghanistan.

## Compagnie aérienne

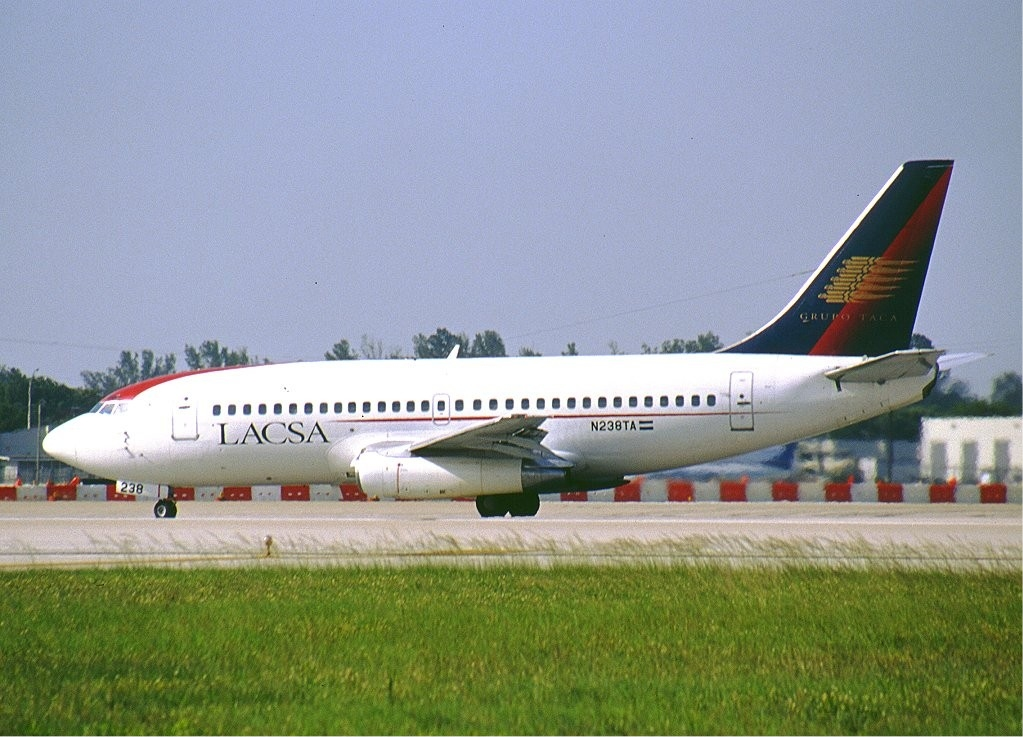
Le 737-200 impliqué dans l'accident, alors qu'il opérait pour Lacsa (N238TA), ici en juin 2001.

Kam Air est une compagnie aérienne privée fondée en 2003, qui exploite une flotte d'avions, de type Boeing et Antonov, loués sur des lignes nationales et internationales. 
L'avion qui effectué le vol 904 était un Boeing 737-242 immatriculé EX-037, qui avait été initialement livré à Nordair, sous le numéro d'immatriculation C-GNDR, en 1980. Il avait été loué par Kam Air et exploité par Phoenix Aviation, une société basée à Charjah, aux Émirats arabes unis.

## Accident
Le contrôle aérien a perdu la communication avec le vol 904 pendant la pire tempête de neige survenue dans le pays en 5 ans. La cause de la perte de communication et de l'accident subséquent est actuellement inconnue. Le chef taliban Mullah Dadullah a déclaré que ses hommes n’avaient pas abattu l'avion et a exprimé sa tristesse aux familles des victimes. Le contrôle du trafic aérien dans la région de Kaboul était assuré par la Force internationale d'assistance et de sécurité (FIAS).
Au moment de l’accident, il n’existait pas de plan d’action interne au gouvernement afghan pour gérer un accident aérien majeur. Au départ, il avait été proposé que le ministère des Transports soit responsable non seulement de l’enquête, mais aussi de l’identification et de la récupération des restes humains et de l’épave. Lorsque la logique de ce concept s’est effondrée, en raison de la petite taille du ministère des Transports et de son manque presque total de ressources, ces tâches ont été réparties entre le ministère de la Défense et le ministère de la Santé (restes humains), le ministère de l’Intérieur (récupération de l’épave) et le ministère des Transports (enquête sur l’accident).

## Opérations de sauvetage

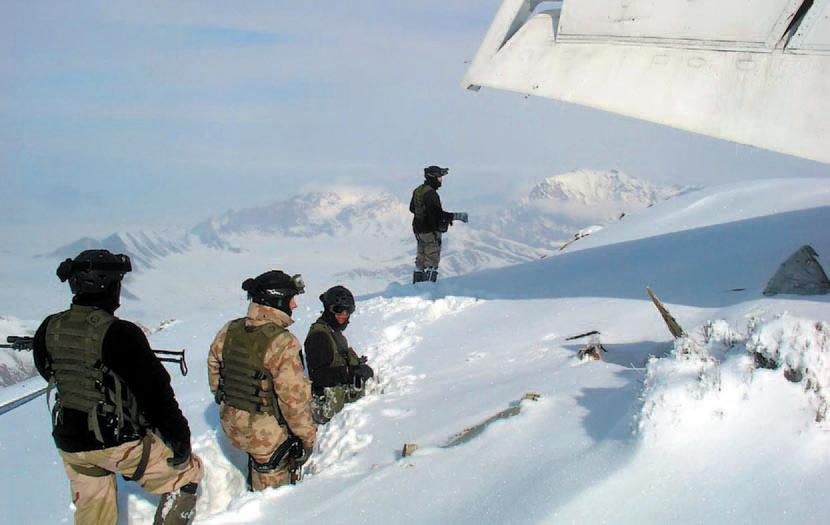
Plusieurs soldats sur le lieu du crash du vol 904 ; la queue du 737 est visible en haut à droite.

Une opération de sauvetage a été lancée dans des conditions météorologiques médiocres par l'FIAS et  l'armée nationale afghane (ANA). La queue de l'avion fut retrouvée par deux hélicoptères Boeing AH-64 Apache néerlandais, mais les mauvaises conditions météorologiques ont ralenti les recherches.
La FIAS a tenté à plusieurs reprises de secourir par hélicoptère des victimes présumées vivantes, mais sans succès. Ces tentatives ayant échoué, le ministère afghan de la Défense a ordonné au Corps central de l'ANA de constituer une équipe pour tenter de porter secours aux éventuels survivant. Le commando de l'armée nationale afghane est intervenu à pied, mais a été contraint de partir en raison d'une nouvelle tempête de neige. Le quatrième jour après le crash, une équipe de secours de la FIAS a pu atteindre le lieu de l'accident, a confirmé que les 105 passagers et membres d'équipage à bord avaient tous péri et que l'avion avait été complètement détruit lors du crash.
L'enregistreur de paramètres (FDR) a été retrouvé, après une recherche approfondie et extrêmement difficile, et a été remis au Conseil national de la sécurité des transports (NTSB) pour analyse ; il ne contenait aucune donnée valide provenant du vol 904. L'enregistreur phonique (CVR), qui aurait pu fournir des informations cruciales sur les actions de l'équipage avant l'accident, n'a jamais été retrouvé.

## Enquête et causes de l'accident
L'équipe d'enquête a dû faire face à des conditions météorologiques très difficiles, à un terrain accidenté et à des risques potentiels de mines terrestres. Les éléments de preuve récupérés sur place n'étaient pas suffisants pour déterminer la cause précise de l'accident, mais l'emplacement suggérait que l'équipage était descendu en dessous de l'altitude minimale de descente (MDA) pour la phase d'approche dans laquelle il se trouvait. 
Sans les données du CVR, sans survivants, sans témoins ni enregistrement valide des données de vol, l'enquête a été bloquée. En 2006, l'Opération d'aviation civile du ministère des Transports d'Afghanistan a publié son rapport final, concluant que l'avion avait percuté le relief en dessous de la trajectoire d'approche requise, très probablement à la suite d'une erreur de pilotage.